# 11219 Benbohn
11219 Benbohn eller 1999 JN20 är en asteroid i huvudbältet som upptäcktes den 10 maj 1999 av LINEAR i Socorro County, New Mexico. Den är uppkallad efter Benjamin Josef Bohn.
Asteroiden har en diameter på ungefär 3 kilometer.